# Slovenska narečja
Slovénska naréčja so zemljepisne jezikovne zvrsti slovenščine, ki se razlikujejo v besedišču, glasoslovju, naglasu ... Slovenščina je med slovanskimi jeziki narečno najbolj razčlenjena; pozna več kot 30 narečij, ki jih razdelimo v 7 narečnih skupin. Razlogi narečne pestrosti slovenščine so naseljevanje ozemlja današnje Slovenije iz različnih smeri; zemljepisne značilnosti ozemlja (gorovja, doline, močvirja, vodovja), ki so preprečevale reden stik med prebivalci različnih območij; stik s sosednjimi jeziki (romanskimi, germanskimi, madžarskim in hrvaškim), nekdanje cerkveno-upravne delitve ...

## Delitev
Slovenščina (sinhrona delitev slovenskih narečij) pozna sedem narečnih skupin, ki se znotraj tega delijo na posamezna narečja:
- Dolenjska narečna skupina:
  - severnobelokranjsko narečje
  - dolenjsko narečje
    - vzhodnodolenjsko podnarečje

  - južnobelokranjsko narečje
  - kostelsko narečje
  - čebranško narečje
  - mešani kočevski govori
- Gorenjska narečna skupina:
  - gorenjsko narečje
    - vzhodnogorenjsko podnarečje

  - selško narečje
- Koroška narečna skupina:
  - mežiško narečje
  - obirsko narečje (Avstrija)
  - podjunsko narečje (Avstrija)
  - rožansko narečje (Avstrija)
  - severnopohorsko-remšniško narečje
  - ziljsko narečje (Avstrija, Italija)
    - kranjskogorsko podnarečje
- Panonska narečna skupina:
  - haloško narečje
  - prekmursko narečje
  - prleško narečje
  - slovenskogoriško narečje
- Primorska narečna skupina:
  - briško narečje
  - čičarijsko narečje
  - istrsko narečje
    - rižansko podnarečje
    - šavrinsko podnarečje

  - kraško narečje
    - banjško podnarečje

  - nadiško narečje
  - notranjsko narečje
  - obsoško narečje
  - rezijansko narečje
  - tersko narečje
- Rovtarska narečna skupina:
  - idrijsko narečje
  - cerkljansko narečje
  - črnovrško narečje
  - horjulsko narečje
  - poljansko narečje
  - škofjeloško narečje
  - tolminsko narečje
    - baško podnarečje
- Štajerska narečna skupina:
  - južnopohorsko narečje
    - kozjaško podnarečje

  - kozjansko-bizeljsko narečje
  - posavsko narečje
    - zagorsko-trboveljsko podnarečje
    - sevniško-krško podnarečje
    - laško podnarečje

  - srednjesavinjsko narečje
  - srednještajersko narečje
  - zgornjesavinjsko narečje
    - solčavsko podnarečje